# Plaça dels Patins (barri)
El barri de la Plaça dels Patins és un barri del centre de la ciutat de Palma que s'estructura entorn de la plaça del Bisbe Berenguer de Palou, popularment coneguda amb el nom de plaça dels Patins pel fet que hi ha una pista de patinatge. Limita amb el barri de Bons Aires per les Avingudes, amb el barri del Mercat pel carrer de Sant Miquel, amb el barri de la Missió pel carrer dels Oms i amb els barris de Jaume III i de Sant Jaume pel carrer del Bisbe Campins.
La pista de patinatge a la qual el barri li deu el nom fou inaugurada el 20 de juny de 1954 amb un partit de hoquei patins entre les seleccions de Balears i l'Uruguai, guanyat pels sud-americans (3–4).